# Bitva u Vyškova
Bitva u Vyškova se udála dne 28. listopadu 1805 v ulicích města Vyškova a v jeho okolí. Střetla se zde rusko-rakouská vojska postupující od Olomouce k Brnu s vojsky Napoleonovy Francie, která sem v předchozích dnech a týdnech pokročila od Vídně při svém pronásledování dosud ustupujících koaličních armád. Výsledkem střetu bylo, že jezdci Napoleonova předvoje ustoupili podél císařské silnice směrem na Brno a přesila předvoje spojeneckého postoupila k Rousínovu a dále k Holubicím, v zádech s hlavními vojsky ruského cara Alexandra a rakouského císaře Františka. Jednalo se o předzvěst následné bitvy u Slavkova, k níž došlo o čtyři dny později a jíž vojensky vyvrcholila válka třetí koalice.

## Vyškov ve válce 1805
Vyškov byl v roce 1805 poddanským městem olomouckého arcibiskupa Antonína Theodora z Colloredo-Waldsee. Koncem 18. století žilo 1 212 obyvatel ve 116 domech ve vnitřním městě a dalších 1 378 ve 176 domech na předměstích. V době bitvy zde tedy bylo zhruba 2 000 lidí. Město leželo na důležité císařské silnici z Brna do Olomouce, kromě správního centra panství sloužilo i jako sídlo poštovního úřadu.
Válka s Francií do té doby probíhala daleko za hranicemi, v roce 1805 však poprvé dosáhla i na Moravu. V září 1805 procházelo po císařské cestě 55 000 vojáků ruské Podolské armády a 30. září se na vyškovském zámku ubytoval její vrchní velitel generál Michail I. Kutuzov, jenž zde strávil pár dní a 3. října dorazil do Brna. Ruská vojska spěchala na pomoc rakouskému spojenci, jehož hlavní armáda vedená podmaršálkem Karlem Mackem však byla v říjnu z větší části obklíčena a zajata v bitvě u Ulmu. Kutuzovova armáda se tedy obrátila na ústup.

## Příchod fronty k Vyškovu
Rakouský císař František I. se po útěku z Napoleonem obsazené Vídně uchýlil do Brna, kam 17. listopadu 1805 dorazila zpráva o prohrané bitvě u Schöngrabernu a císař ihned prchl dále do Olomouce. Nazítří 18. listopadu město opustila i špilberská vojenská posádka a ostatní rakouské jednotky, 19. listopadu do něj vkročili jezdci francouzského předvoje maršála Joachima Murata a 20. listopadu osobně císař Napoleon. Téhož dne už byly Muratovy přední hlídky umístěny severně a jižně kolem olomoucké silnice nedaleko Pozořické pošty, kde odbočovala silnice na Slavkov. Samotné město Slavkov obsadila jezdecká divize generála Margarona na příkaz maršála Soulta.
Dne 21. listopadu postoupil generál Treillard se svou lehkou jezdeckou brigádou dál k Vyškovu a toto město bez boje obsadil. Vzápětí dorazili také jízdní myslivci generála Edouarda Milhauda.

## Shromažďování vojsk

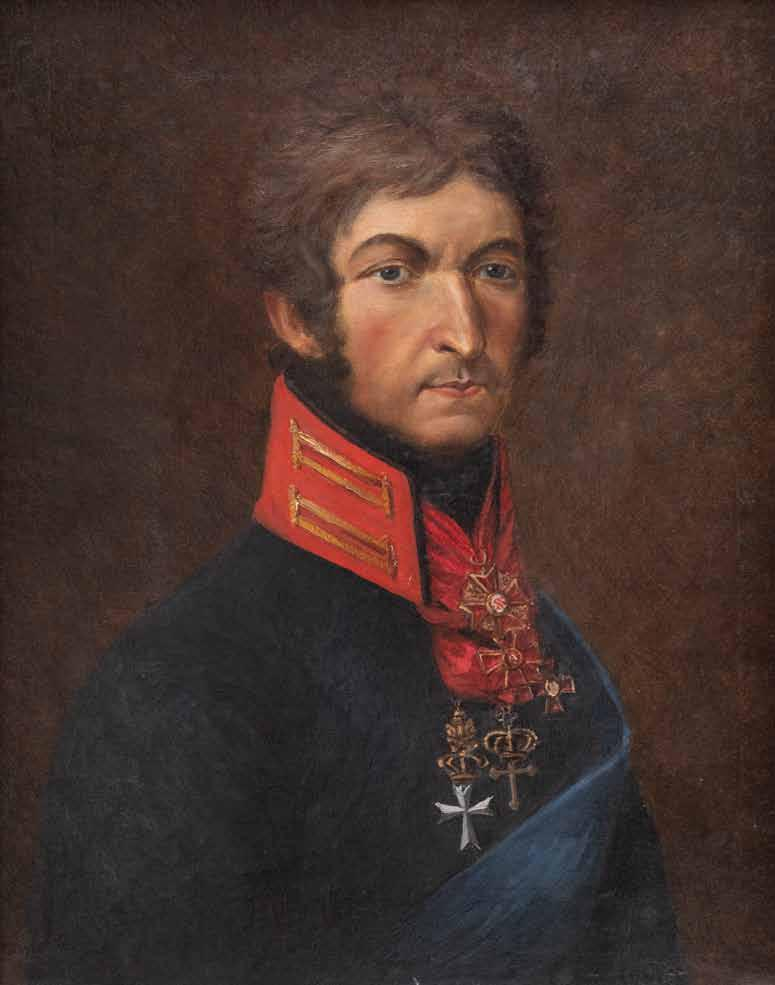
Portrét P. I. Bagrationa od Salvatora Tonciho.

O dva dny dříve, 19. listopadu se ve Vyškově setkaly dva ruské sbory – ustupující Podolská armáda generála Kutuzova s Volyňskou armádou generála Friedricha Buxhöwdena, aby následujícího dne odešly směrem k Olomouci, přičemž jejich ústup kryly zadní hlídky generálporučíka Bagrationa u Brodku a podmaršálka Michaela Kienmayera u Klenovic na Hané. Oba generálové se osobně setkali 19. listopadu ve vyškovském zámku. Kutuzovova armáda čítala asi 37 000 mužů, Buxhöwdenova kolem 30 000. V následujících dnech (24. listopadu) je doplnilo ještě 10 000 mužů carské gardy pod velením velkoknížete Konstantina Pavloviče a na cestě od ruského Grodna při hranicích s Pruskem byl sbor 40 000 vojáků generála Levina Bennigsena, který však už ani do slavkovské bitvy zasáhnout nestihl.
Asi 10 kilometrů jižně od Olomouce, na půli cesty k Prostějovu, vybudovala spojenecká vojska 22. listopadu opevněný tábor s podporou olomoucké pevnosti. Rakouský císař František, jehož vojska se na celkových stavech podílela asi 15 000–17 000 vojáky, se po odchodu z Brna usídlil v olomouckém arcibiskupském paláci a vyčkával příjezdu ruského cara Alexandra I., který v Berlíně přesvědčoval pruského krále Fridricha Viléma III. k účasti na protifrancouzské koalici. Dne 19. listopadu Alexandr dorazil do Šternberka, kam mu František přijel naproti, a poté se rovněž ubytoval v arcibiskupské rezidenci. Rakouský generálmajor Weyrother, dosavadní styčný důstojník při Volyňské armádě, byl jmenován generálním ubytovatelem spojenecké armády a zásadním způsobem ovlivnil vypracování operačního plánu pro příští dny. Dne 24. listopadu padlo rozhodnutí přejít do útoku a napadnout Napoleona před Brnem.

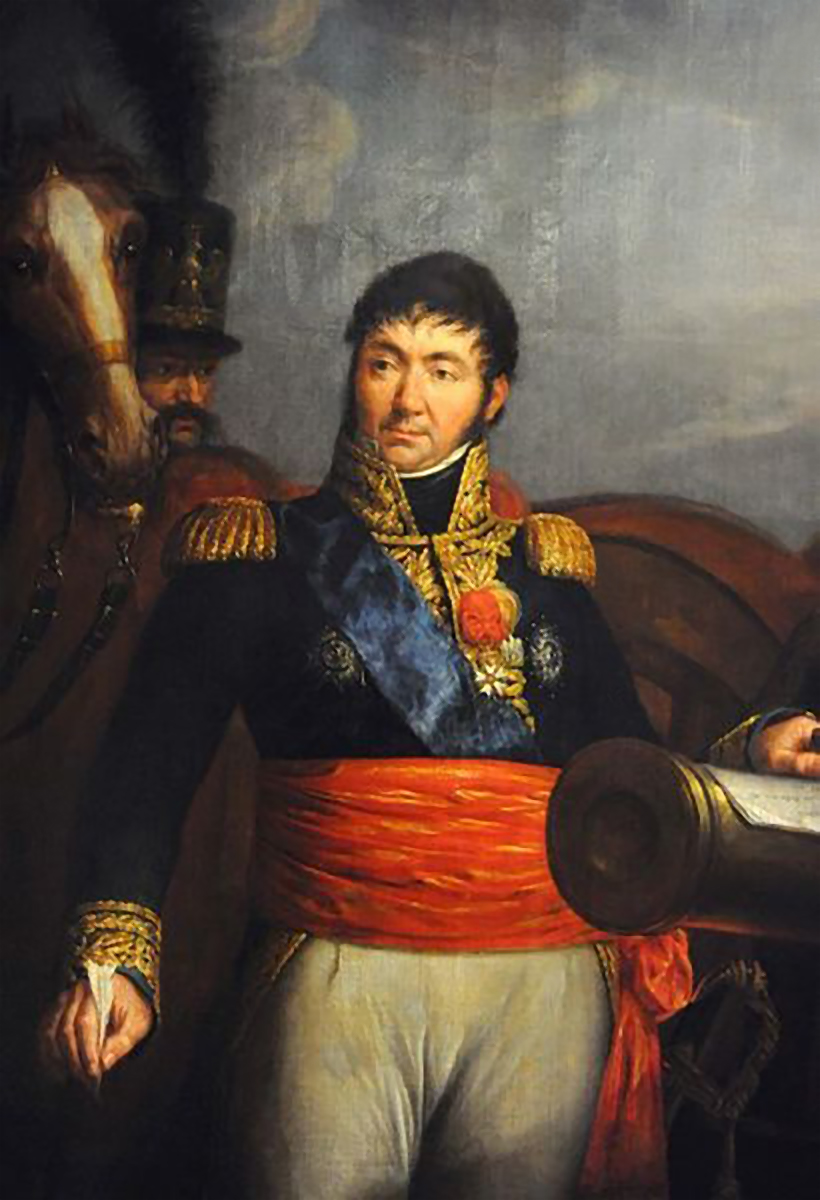
Portrét generála Milhauda od Charlese Verhulsta (r. 1808).

Na francouzské straně se po 20. listopadu nacházelo asi 5 000 gardistů a 12 000 mužů maršála Jeana Lannese přímo v Brně a nejbližším okolí. Soultův sbor čítající 25 000 mužů byl vysunut východně ke Slavkovu a sbor maršála Jeana-Baptista Bernadotta s asi 19 000 vojáky přicházel od jihozápadu mezi Znojmem a Jihlavou. Nejdál na východ postoupil Muratův předvoj, jehož 5 000 jezdců se umístilo mezi Vyškovem a Brnem a další muži prováděli rozptýlený průzkum po okolí.
U Pohořelic bylo přes 6 000 mužů generála Caffarelliho a 14 000 vojáků maršála Louise-Nicolase Davouta bylo zčásti u Bratislavy a zčásti u Vídně. Napoleon se tedy rozhodl dále na Olomouc nepostupovat a vyčkat shromáždění všech svých nejbližších vojsk. Ve čtvrtek 21. listopadu ještě osobně vyjel za předsunutá stanoviště k obhlédnutí situace a ve vyškovském zámku se setkal s generály Treillardem a Milhaudem.

## První střet
Už v pondělí 25. listopadu došlo k menšímu střetu mezi Vyškovem a Brodkem u Prostějova, v němž se potkali francouzští husaři z Treillardovy brigády s asi 5 000 Bagrationovými kozáky. Vyškov tehdy ještě ubránili.

## Diplomatická jednání
Dne 25. listopadu vyhledal Napoleona rakouský vyjednavač generál Ignácz Gyulay spolu s hrabětem Johannem Stadionem a jednali o možném míru, zatímco císař dosud marně očekával příjezd pruského vyjednavače hraběte Haugwitze, který dorazil teprve 28. listopadu. Mezitím 26. listopadu navštívil generála Kutuzova na olomouckém předměstí Nové Sady Napoleonův vyjednavač generál Savary ve snaze navázat kontakt s ruským carem, který jej přijal, avšak bez výsledku.

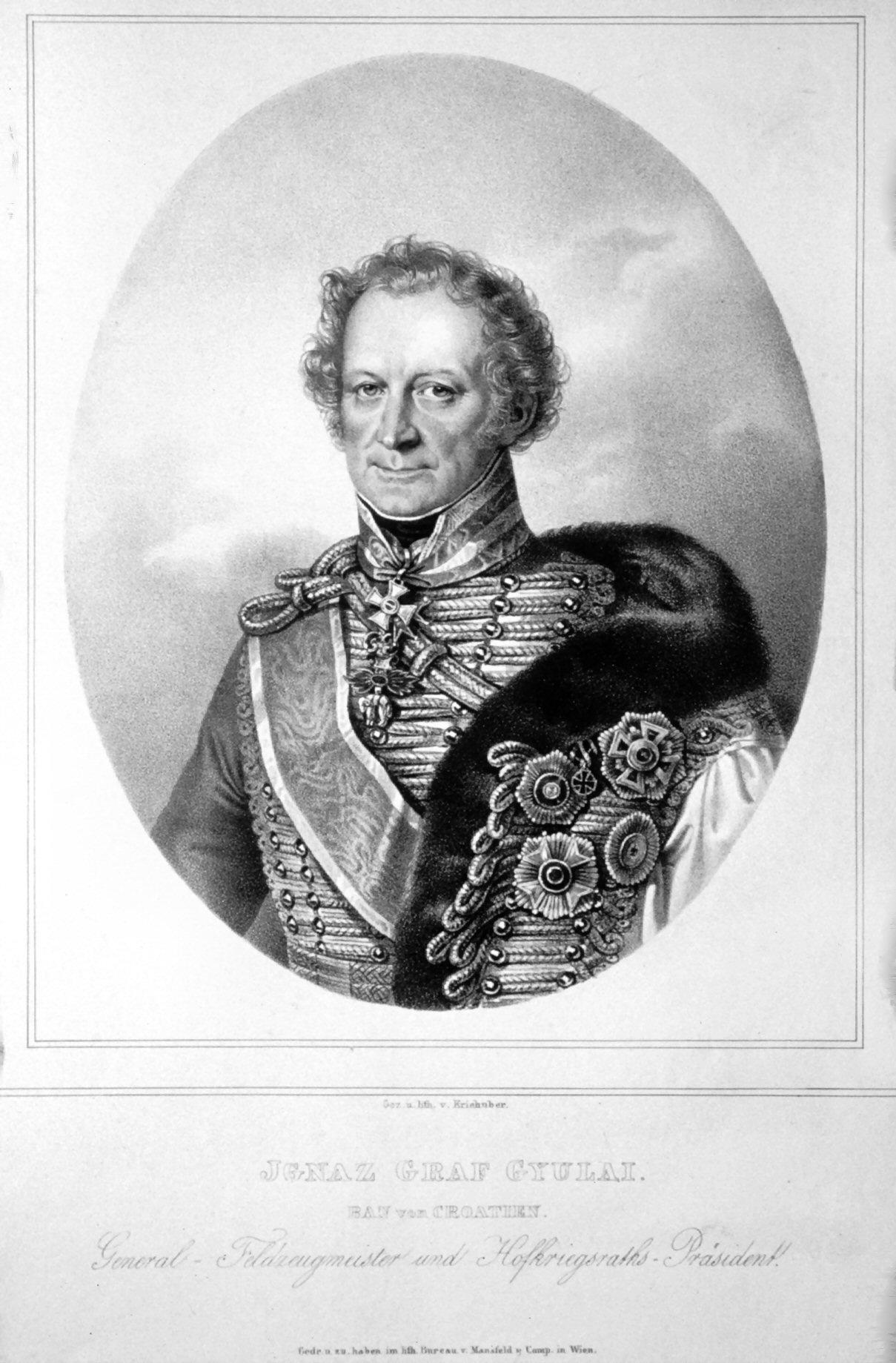
Generál Gyulay na litografii Josefa Kriehubera (r. 1830).
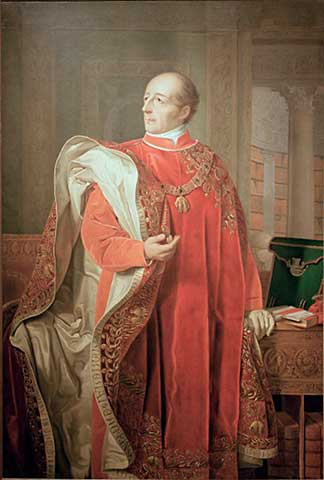
Hrabě Johann Philipp Stadion v roce 1805.
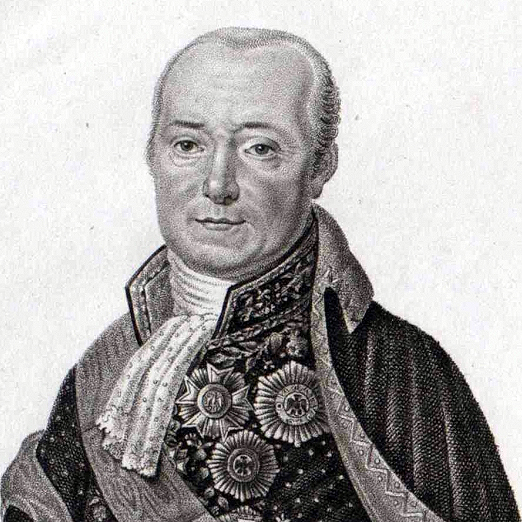
Hrabě Christian von Haugwitz na portrétu P. Taffaerta.
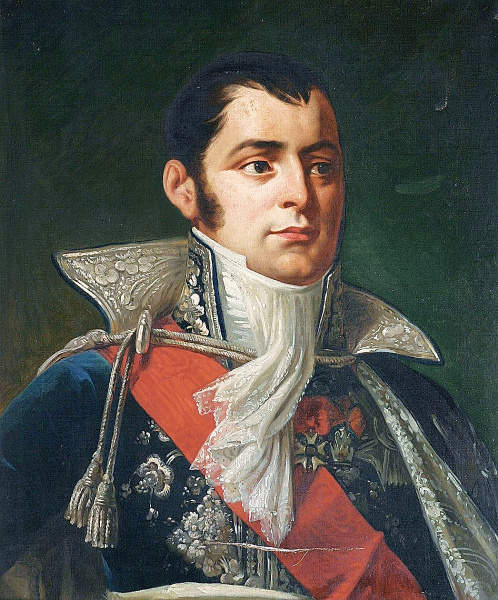
Generál Savary na portrétu Roberta Lefèvra (r. 1814).

## Postup spojenců a srážka
Rusko-rakouská armáda se měla podle Weyrotherova plánu vydat na pochod k Brnu už 25. listopadu, kvůli nepřipravenosti potravin a zmatkům ve velení však vyrazila až ráno ve středu 27. listopadu, a to v pěti proudech (kolonách). Postupovala velmi pomalu a na druhý den dosáhla pozic Bagrationova předvoje u Brodku. Ten dosud mohl krýt postup hlavních sil svým setrváním v pozicích, nyní se však také dal do pohybu. Posílen 58 jezdeckými eskadronami pod vedením carova pobočníka knížete Petra P. Dolgorukova, vyrazil na pochod ve třech proudech – střední postupoval po hlavní silnici na Vyškov (8 batalionů pěchoty a 45 eskadron jezdectva, z nějž polovina měla zůstávat v záloze), druhý proud vpravo od silnice od Drysic přes Pustiměř na Dědice (6. myslivecký a Staroingermanlandský mušketýrský pluk) a třetí vlevo přes Moravské Prusy na vyvýšeninu Kopaniny (25 eskadron jezdectva a několik sotní kozáků pod velením generálmajora Wittgensteina).
Bagrationovi a Kienmayerovi vojáci zaútočili z několika směrů na zaskočená francouzská vojska ve Vyškově. Ta tvořilo 8 eskadron Milhaudovy brigády. Přesněji řečeno, Milhaudův 16. a 22. jízdní myslivecký pluk se nacházel vlevo od Vyškova v prostoru Dědic, ve směru na Tučapy stálo šest dragounských pluků divizního generála Walthera a ve městě samotném Treillardova brigáda čítající 9. husarský a dočasně i 6. dragounský pluk, za městem dále ještě 10. husarský pluk. Napoleon příchod soupeřů přes Vyškov očekával, proto umístil do města jen jízdní jednotky, které měly rozkaz se stáhnout. Nečekal však patrně, že k tomu dojde již tak brzy a náhle, proto došlo i ke střetu. Zčásti neměli Francouzi přední stráže v těch místech, odkud Rusové s Rakušany přicházeli, zčásti se pak nechali ukolébat, neboť kolem sedmé hodiny ranní hlásily patroly ruské kozáky, jenže se ukázalo, že se jedná pouze o hlídky, a tak generál poplach zase zrušil a vojáci se vrátili do svých ubytoven. V té chvíli propukl skutečný útok.

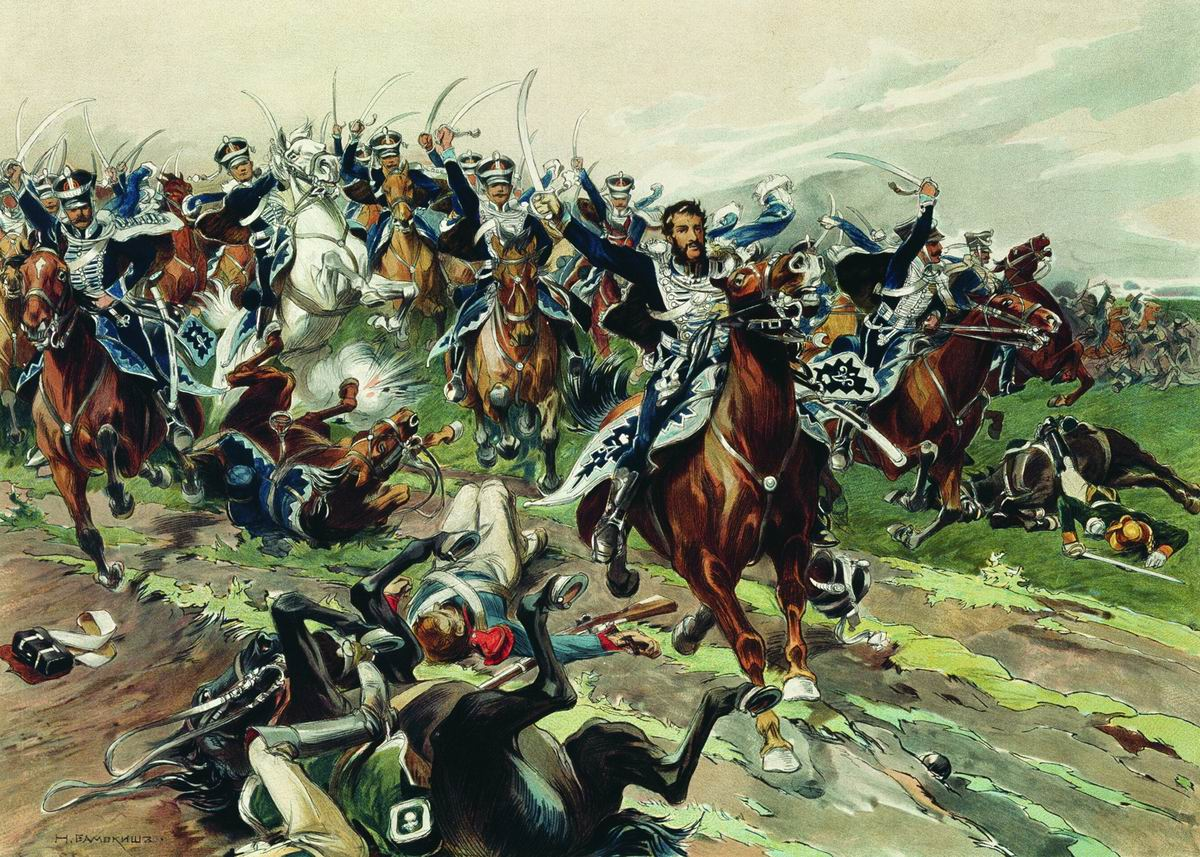
Útok ruských husarů v době napoleonských válek (ilustrační obrázek, N. S. Samokiš ~1910)

Boje probíhaly zčásti přímo v ulicích města, zčásti v jeho okolí. Šestý myslivecký pluk vedený Dolgorukovem vnikl mezi domy a zajal 60 francouzských dragounů se třemi důstojníky. Devátý husarský pluk unikl zajetí s podporou desátého. Sébastianiho 3. dragounský pluk udeřil z jihu od Hlubočan na kozáky a Rogetova brigáda složená z 10. a 11. dragounského pluku směrem od Tučap zaštítila ustupující jezdce, odrazila dva ruské útoky, ale pak se dala na ústup i ona. Milhaudovy tři pluky jízdních myslivců na levém křídle u Dědic rychle opustily pozice, aby nebyly odříznuty, a unikaly jihozápadním směrem na Nemojany, odkud se obrátily zpátky k útoku na kozáky a pak usilovaly o stupňovitý ústup k Tučapům. V jedné chvíli však zůstaly 16. jízdní myslivecký, část 22. mysliveckého a 9. husarský pluk relativně opuštěné a ohrožované ruskou přesilou, která se je snažila v údolí u Lulče odříznout. Po houževnatém boji tam uvázlo a padlo do zajetí 43 francouzských jezdců. Ostatní ustoupili k Tučapům a dále na Rousínov, kde se nacházely dvě kyrysnické divize generálů d'Hautpoula a Nansoutyho a 17. lehký pěší pluk od Lannesova sboru.
V Rousínově se francouzští dragouni ještě postavili na odpor a postupující Bagration, krytý zleva Kienmayerem se 4. a 11. husarským plukem, musel ostřelovat Rousínov děly a vyčkat na pěchotu v podobě dvou batalionů Archangelgorodského mušketýrského pluku. Před nimi se dragouni stáhli a tím v podstatě skončily boje u Vyškova.
Vzhledem ke značné převaze a momentu překvapení tak po krátkém boji spojenci obsadili Vyškov a ještě téhož dne jejich předvoj postoupil k Rousínovu a Kienmayerovy jednotky obsadily také Dražovice. Srážky se zúčastnil osobně i ruský car Alexandr. Podle historika Dušana Uhlíře se nejednalo o žádné velké vítězství. V knize Slunce nad Slavkovem cituje z deníku ruského podplukovníka Jermolova: „Význam této události byl silně zveličen a kníže Bagration, chytrý jako vždy, připsal ten úspěch knížeti Dolgorukovovi.“ Uhlíř však dále soudí, že hladký průběh této srážky povzbudil spojenecké velitele a utvrdil je v přesvědčení, že francouzská vojska se chtějí vyhnout bitvě. Napoleon oproti tomu zpozorněl, neboť do toho dne si nebyl postupu spojenecké armády vědom, a vyslal rozkazy k urychlenému stažení Bernadottova sboru od českých hranic a Davoutova sboru od Vídně a Bratislavy.

## Další vývoj
Ve Vyškově se 28. listopadu ubytovali oba panovníci František a Alexandr a přenocovali na zdejším zámku, který náležel olomouckému arcibiskupovi a kde za jejich účasti proběhla porada štábu. Opětovné setkání císařů na zámku je zmíněno mimo jiné v románu Lva N. Tolstého Vojna a mír. Ve Vyškově strávil noc také generál Kutuzov se svým štábem a byla zde ubytována carská garda. Hlavní část vojska přenocovala mezi Lulčí, Vyškovem a Topolany.

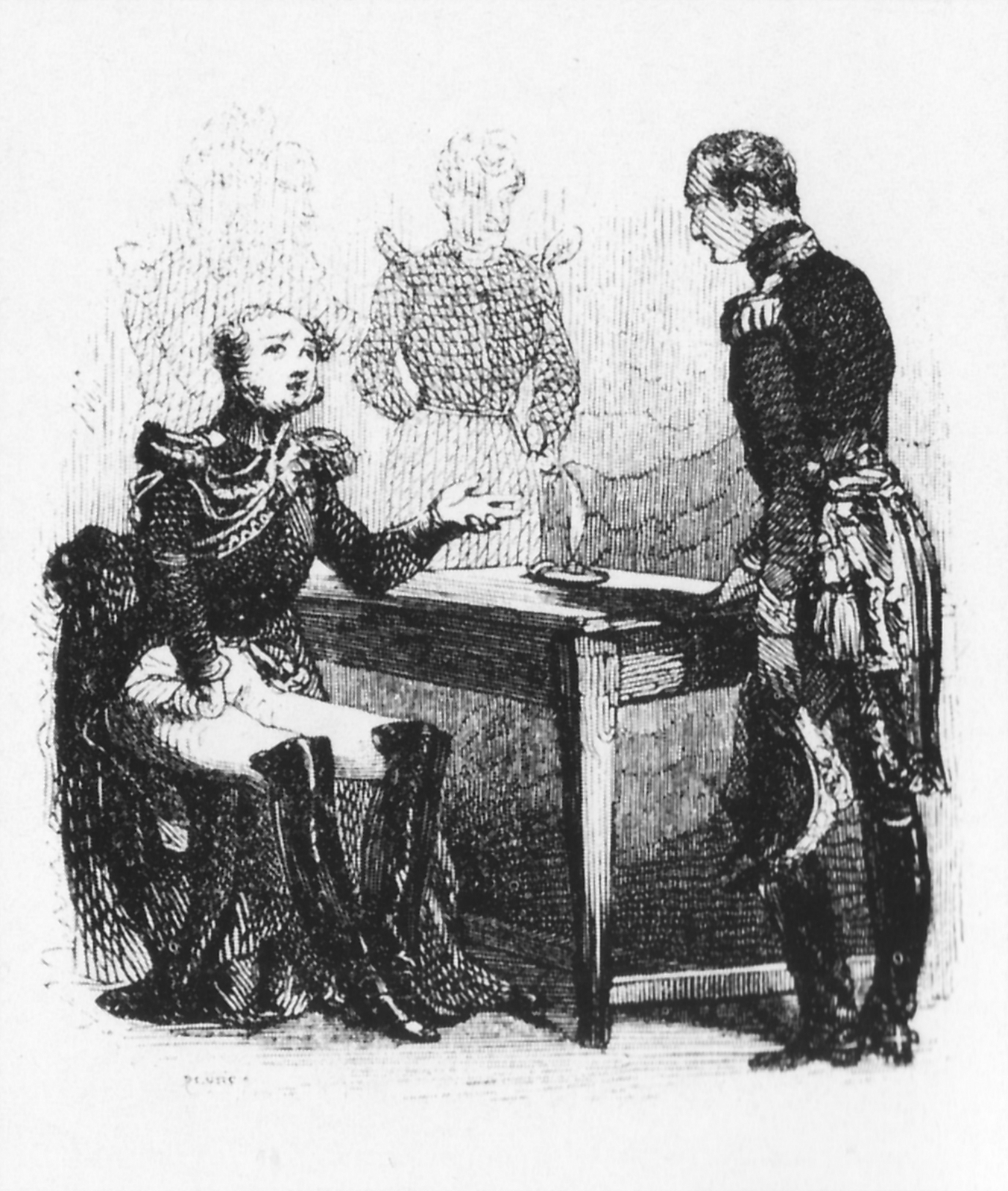
Francouzský vyjednavač generál Savary u cara Alexandra I.

Napoleon se v té chvíli snažil získat čas, aby mu stihly přispět na pomoc narychlo povolané sbory. Večer 28. listopadu tedy po jednání s Haugwitzem vyrazil z Brna na Pozořickou poštu poblíž frontové linie, kde přijal svého vyjednavače Savaryho, jenž se vrátil z Olomouce. Znovu jej vyslal za carem se žádostí o osobní schůzku obou panovníků. Savary Alexandra zastihl ve Vyškově, car však svolil jen s tím, že místo sebe vyšle k Napoleonovi svého blízkého pobočníka, generála Dolgorukova. Savary byl nucen přenocovat ve Vyškově a spolu s Dolgorukovem ráno 29. listopadu odjel zpět k císaři. K setkání došlo u předních francouzských linií na císařské silnici nad Holubicemi a bylo zaznamenáno Napoleonovými pobočníky Savarym a Louisem Ségurem i historiky, spisovateli a filmaři.
Mezitím spojenecká vojska 29. listopadu pokračovala v jen pozvolném postupu, odbočila z hlavní silnice k jihu a zastavila se v oblasti kolem Kučerova, Bohdalic, Kozlan a Pavlovic. Panovníci nocovali v zámku rytíře Michaela Mannera v Bohdalicích, generál Kutuzov v Pavlovicích, carův bratr Konstantin v Medlovicích. Buxhöwden s Dolgorukovem a dalšími se ubytovali na faře v Kučerově. Bagrationův předvoj zůstal při silnici u Rousínova a Slavíkovic, zatímco Kienmayerův se dostal až ke Slavkovu, který týž den Francouzi vyklidili. Některé jednotky pronikly až k Židlochovicím a Hustopečím.

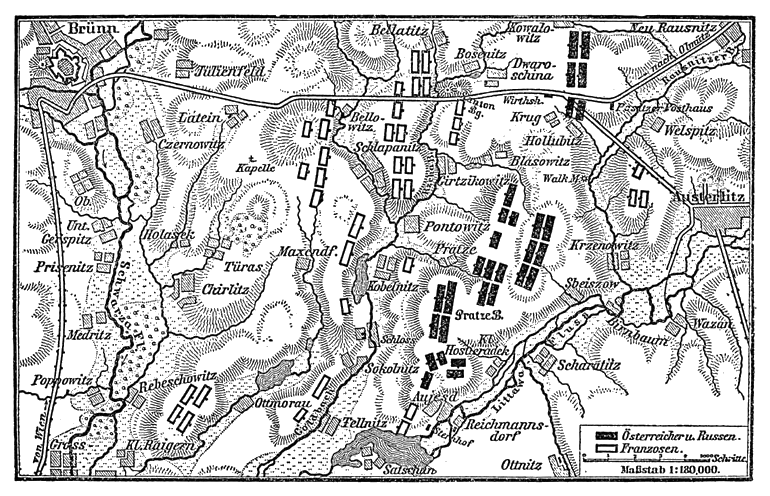
Výchozí postavení vojsk před bitvou u Slavkova, tj. na konci spojeneckého postupu od Olomouce (mapa kolem r. 1885).

V sobotu 30. listopadu spojenecká armáda postoupila ke Slavkovu a utábořila se kolem Hodějic a Křižanovic, přičemž Bagrationův předvoj na severu obsadil Pozořice a Kruh a zezadu armádní těleso uzavírala ruská garda tábořící východně od Bučovic. K drobné přestřelce došlo jen v Dražovicích, jinak se Francouzi před postupujícími armádami rychle stáhli. Panovníci strávili noc v Křižanovicích, generál Kutuzov v Hodějicích.
V neděli 1. prosince pak spojenci vstoupili do Slavkova, který před dvěma dny vyklidili Soultovi vojáci. Rakouský i ruský panovnický dvůr obsadil zdejší zámek, patřící Dominiku Ondřeji z Kounic, který v té době pobýval v Pešti, a generál Kutuzov se svým štábem se usadil v Křenovicích. Armádní kolony obsadily Pratecké návrší jako nejvyšší bod v krajině a rozložily se podél jeho hřebenu, zatímco carská garda zůstala v Bučovicích a Slavkově a Bagrationův předvoj již druhým dnem stál připraven na severním okraji mezi Holubicemi, Kovalovicemi a Pozořicemi. Skončil tak pětidenní rusko-rakouský postup od Olomouce ke Slavkovu a vojska čekal rozhodující střet, k němuž došlo v pondělí 2. prosince 1805 na polích mezi Slavkovem a Brnem.

## Místní dobové ohlasy
Civilní obyvatelstvo nemělo zprvu z francouzských vojsk větší obavy, protože se šířily zvěsti o slušném chováním jejích vojáků. Francouzská vojska se však na Moravě dopouštěla drancování a vypalování, stejným způsobem pak postupovala armáda spojenecká. Válečný stav a přítomnost vojsk vedly k vyhýbání se odvodům, sbíhání vojáků či k šíření nakažlivých nemocí, loupení a prostituci.
Vyškovský děkan a farář Josef Ulrich zaznamenal: „Dne 21. listopadu 1805, k 11. hod. před polednem, vtrhl do Vyškova oddíl francouzských husarů 9. pluku. […] Po vtrhnutí Francouzů muselo pro mužstvo dodáno býti víno a jiné nápoje. […] Jelikož hlavní stan francouzského předvoje byl v Novém Rousínově, byla tam z Vyškova vyslána deputace. […] Deputace prosilia o šetření a ochranu soukromého majetku, což jí Murat také přislíbil. […] Po šesté hodině večer vtrhl celý 9. pluk husarů, čítající 500 mužů, do města. Generál Treilhard, velitel tohoto předního voje, bydlel ve Vyškovském zámku a pluk byl ve vnitřním městě ubytován. Ihned vypsal kontribuci 12 000 zlatých, splatných do 1/2 hodiny. A nyní nastala ve Vyškově bída! Vymáhání vína a potravin ze strany nepřátel, od generála začínaje až do posledního vojáka, nemělo konce a bylo téměř nad síly obyvatelstva. Nejvybranější jídla musela opatřena a nepřátelům dodávána býti. Pro koně zase oves a seno.“
Ulrich dále pokračuje: „V pondělí dne 25. listopadu, o 3. hodině ráno, přitrhlo asi 5 000 kozákův od olomoucké strany k městu. […] Ale jelikož francouzská posádka v městě měla ústup volný, nevzdala se hlavní stráž v bráně a proto odtáhli Rusové s nepořízenou. Téhož dne byla posádka v městě zesílena 10. plukem husarů a jedním plukem jízdních myslivců, takže byly ve městě 3 jízdné pluky. […] Jelikož se odnikud do města nic doháněti nebo dovážeti nemohlo, padl veškerý hovězí dobytek ve městě, jakož i ovce. Vše bylo pro nepřátelské vojsko zabito. Drůbež a vepřový dobytek sbírali Francouzi sami v okolí a musel se jim vařiti a péci.“ A konečně Ulrich dodává: „To trvalo do čtvrtku dne 28. listopadu. Téhož dne přitáhla spojená rakousko-ruská armáda k Vyškovu, překvapila Francouze a zajavši jim 100 mužů, vyhnala je z města. Císařové rakouský a ruský přijeli do Vyškova a ubytovali se v zámku.“
Kučerovská farní kronika uchovala záznam: „Ke mně a do osad k mé farnosti patřící přijeli Francouzi 22. listopadu, […] A jakým drancováním a zuřením trpěl jsem, Ach! Po celé tři dny, přičemž mi z komory a z šatny vše, co se jim hodilo a odnésti dalo, odnášeli a z mého skvělého sklepa víno po vědrech vynášeli, ba i rozlévali a do okolních vsí posílali. Čtvrtého dne mých útrap, přijel ke mně na byt generál Sebastiani, který, nehledě na stravu a nápoje, jimiž jsem jemu a jeho 12 důstojníkům dle šarže dávati musel, učinil drancování konec. Byl u mě až do 28. listopadu, kdy, poněvadž se Rusové blížili, tak rychle ujel, […] Ruští vojíni, zrození k tomu, aby veškeré příkoří a bídu snášeli, jsou sotva více než dobytek, neomalení, těžcí, nad všechny pomyšlení hltaví a chtiví, takže vše, co nebylo nad zemí, nebo pod ní co nejbezpečněji ukryto vyslídili, ukradli, a kdyby to i sebe těžší bylo, odvlekli. […] A to byli naši přátelé a spojenci. Lépe by bylo nazvati je našimi hubiteli. V celém okolí všecky ploty, stodoly, dříví a cokoli ke spálení hodilo, zničila svrchovaná lenost Rusů za jednu noc, ačkoliv ze všech stran obklopeni lesy byli, […] Bohu budiž nekonečná chvála, že neráčil dopustit, aby tyto nevýslovné příkoří trvaly déle jednoho dne. […] Po bitvě bylo obyvatelstvo opět vystaveno ještě většímu drancování ze strany vítězů. Francouzi totiž vítězstvím rozohněni a jakoby opilí zapomněli na strach ze smrti a veškerou lidskost nasměřovali veškerou svou snahu k ničení a všemožnému loupežení.“
O období po slavkovské bitvě pojednával mimo jiné kronikář Jan Čupík z Olešnice: „U Vyškova taková bída byla, že sedláci opustili svá místa a utekli do lesů pryč... U Rousínova taková byla patálie, tervala po pět dní, tam bylo boží dopuštění. Francouz bil se s Moškvanama. U Rousínova a Vyškova všecko zimní zasetí přišlo v nic, všecko bylo na kopyta vzato, všecky dědiny zničeny na několik mil, žádnej dobytek tam nebyl, žádny seno ani sláma. Tak byla ta krajina zničená, že se za mnoho let nevzpamatuje... Ti Francouzi tak škaredě s ženami a svobodnými zle obcovali, takže málokterá čistá byla žena od nich okolo Rousínova a Vyškova, Francouzi žádali peníze, oves, seno, chleba, kačeny, slepice, skopce, ovce, prasata a to šoulema vytaženýma.“

## Vzpomínkové akce
Ve druhé polovině 20. a v 21. století probíhaly ve Vyškově a blízkém okolí snahy o připomínku událostí roku 1805, ačkoli není vždy snadné odlišit samotné střetnutí u Vyškova od připomínek věhlasnější slavkovské bitvy. Např. k únoru 1978 zmiňuje Kopecký vznik klubu vojenské historie v Brně, jemuž tehdy měla být za vzor již existující skupina ze Zbrojovky Vyškov. Členové těchto klubů se zajímali o vojenskou historii, militarie a šerm, pořizovali si dobové uniformy a zúčastňovali se akcí připomínajících slavkovskou bitvu a jiné historické události, čelili však nepřízni a zákazům z oficiálních míst. 
Od 90. let, kdy se poměry po sametové revoluci uvolnily, propukly připomínky naplno, včetně inscenovaných ukázek bojových střetnutí. První vzpomínkové akce se v centru města Vyškova konaly patrně v roce 1995 u příležitosti 190. výročí. Glettová např. uvádí návrat pochodů a ukázek bojové činnosti do Vyškova a Rousínova „po dvouleté přestávce“ u příležitosti 198. výročí v roce 2003. V roce 2021 se ve Vyškově konala přehlídka vojsk v dobových uniformách, pietní připomínka obětí na bývalém vojenském hřbitově, inscenovaná jezdecká šarvátka či ukázka polního obvaziště na náměstí a podobný průběh měly vzpomínkové akce také v letech 2023 a 2024.